# René Verheyen
René Verheyen (* 21. März 1952 in Beerse) ist ein ehemaliger belgischer Fußballspieler.

## Spielerkarriere
Verheyen begann seine Zeit im Herrenfußball vermutlich beim KFC Turnhout, wo er von 1971 bis 1974 in Erscheinung trat, ehe er zum SC Lokeren wechselte. In den acht Jahren in Lokeren konnte er keinen Titel holen. 1982 wechselte er zum FC Brügge. Bei Den De Boeren gewann er 1986 den belgischen Pokal und im gleichen Jahr den belgischen Supercup. Nach den erfolgreichen Jahren am Atlantik wechselte er für ein Jahr zum KAA Gent. Nach abermals ein Jahr bei den Gentern ließ er seine Karriere beim unterklassigen Klub White Star Lauwe Menen ausklingen. 1989 beendete er seine Karriere.

## Internationale Spielerkarriere
Verheyen nahm an der Fußball-Europameisterschaft 1980 in Italien teil und wurde mit dem Team Vizeeuropameister. Bei der Fußball-Weltmeisterschaft 1982 in Spanien stieß er mit den Belgiern bis in die zweite Gruppenphase vor, schied dort aber als Gruppenletzter aus. Zwei Jahre später bei der Fußball-Europameisterschaft 1984 in Frankreich kam man über einen dritten Gruppenplatz in der Vorrunde nicht hinaus.

## Karriere als Trainer
Drei Jahre nach seiner aktiven Karriereende wurde Verheyen 1992 Co-Trainer beim FC Brügge. Nach sieben Jahren als Co-Trainer durfte er sich in der Saison 1999/2000 als Cheftrainer versuchen. 2000 wurde er wieder Co-Trainer und hielt das Amt bis 2006 inne. In seiner Zeit im Trainerstab von Brügge gewann er vier Mal die belgische Meisterschaft, fünf Mal den belgischen Pokal und sieben Mal den belgischen Supercup.

## Erfolge
als Spieler
- 1 Mal belgischer Pokalsieger (1986)
- 1 Mal belgischer Supercupsieger (1986)

als Co-Trainer
- 4 Mal belgischer Meister (1996, 1998, 2003, 2005)
- 5 Mal belgischer Pokalsieger (1994, 1995, 1996, 2002, 2004)
- 7 Mal belgischer Supercupsieger (1994, 1996, 1998, 2002, 2003, 2004, 2005)